# Grand Prix d'Isbergues 1978
Il Grand Prix d'Isbergues 1978, trentaduesima edizione della corsa, si svolse il 1º settembre 1978 su un percorso con partenza e arrivo a Isbergues. Fu vinto dallo svizzero Daniel Gisiger della Lejeune-BP davanti al francese Jacques Bossis e al francese Bernard Vallet.

## Ordine d'arrivo (Top 10)
| Pos. | Corridore                 | Squadra                   | Tempo |
| ---- | ------------------------- | ------------------------- | ----- |
| 1    | Daniel Gisiger            | Lejeune-BP                |       |
| 2    | Jacques Bossis            | Renault-Gitane            |       |
| 3    | Bernard Vallet            | Miko-Mercier-Hutchinson   |       |
| 4    | Michel Laurent            | Peugeot-Esso-Michelin     |       |
| 5    | Willy Teirlinck           | Renault-Gitane-Campagnolo |       |
| 6    | Jean-Luc Vandenbroucke    | Peugeot-Esso-Michelin     |       |
| 7    | Eric Loder                | Flandria-Velda-Lano       |       |
| 8    | Pierre-Raymond Villemiane | Renault-Gitane-Campagnolo |       |
| 9    | Jean-Louis Danguillaume   | Peugeot-Esso-Michelin     |       |
| 10   | Joop Zoetemelk            | Miko-Mercier-Hutchinson   |       |